# Siegfried Rischar

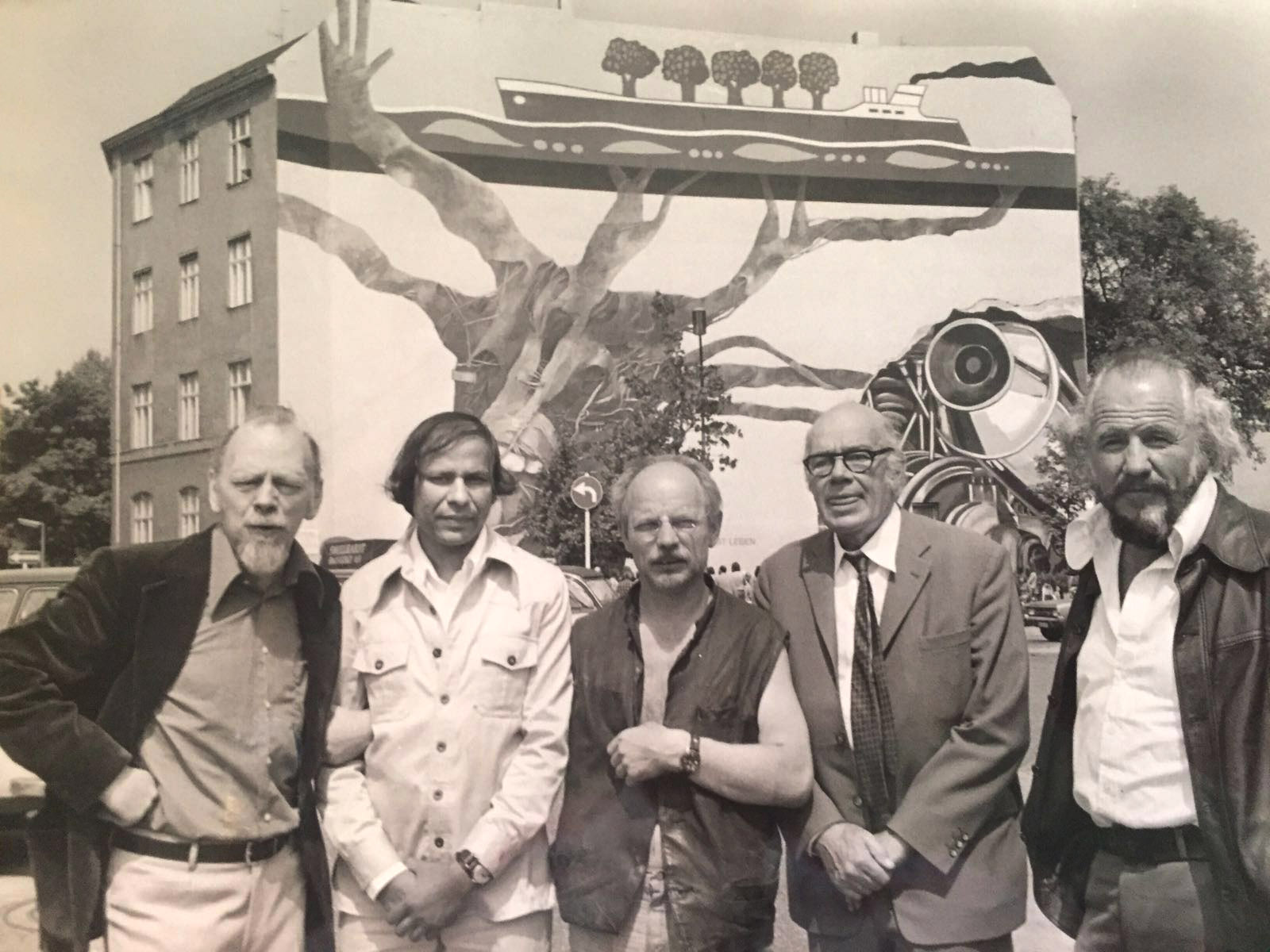
Siegfried Rischar (rechts)

Siegfried Rischar (Aschaffenburg, 22 augustus 1924 - aldaar, 9 oktober 2009) was een Duits kunstschilder en graficus.
Tijdens de Tweede Wereldoorlog was Rischar in dienst bij de marine en nadien kwam hij terecht in krijgsgevangenschap.
Vanaf 1948 studeerde hij schilderen in Frankfurt am Main en werd vanaf 1958 actief als kunstschilder en graficus. Hij gebruikte in zijn werk de ervaringen van zijn studiereizen naar de Verenigde Staten, India, Canada en Griekenland. Veel van zijn werken behandelen mythologische en theologische thema's. 

## Werken (selectie)
- 1964 Im Ellenbogen, Sylt
- 1966 Das weiße Kleid
- 1967 Kruisweg in de Wallfahrtskirche van Hessenthal
- 1975 Gevelbeeld (Der Weltbaum) in het Berlijnse Tiergartenviertel.
- 1982–83 Die Winterreise (tekeningen), 1984, Edition ars viva!
- 1984–87 Wandfries Goethes Faust II voor de Landeszentralbank, Hessen
- 1986 Gevelbeelden (Werden, Sein, Vergehen) in het Berlijnse station "Savignyplatz"
- 1986–89 Beeldcyclus Faust II.